# Herman III van Zwaben
Herman III van Zwaben (circa 994/995 - 1 april 1012) was van 1003 tot aan zijn dood hertog van Zwaben. Hij behoorde tot het huis der Konradijnen.

## Levensloop
Herman III was de zoon van hertog Herman II van Zwaben uit diens huwelijk met Gerberga van Bourgondië, dochter van koning Koenraad van Bourgondië.
In 1003 volgde de ongeveer negenjarige Herman zijn overleden vader op als hertog van Zwaben. Aangezien hij nog minderjarig was, trad zijn neef, Rooms-Duits koning Hendrik II op als zijn regent. Hendrik II vertrouwde de Konradijnen niet: de vader van Herman III, Herman II, had zich in 1002 verzet tegen de verkiezing van Hendrik tot Rooms-Duits koning en zichzelf geprofileerd als tegenkandidaat voor de functie. De koning gebruikte zijn ambt als regent om de macht van de hertogen van Zwaben in te perken. Hij nam de controle over de cruciale plaatsen in Zwaben over, verving de hertogelijke munt door een koninklijke munt en scheidde de Elzas af van Zwaben, om het daarna aan zijn familielid Gebhard te geven. Hendrik II had nog steeds de controle over Zwaben toen Herman III in april 1012 stierf.
Herman III was ongehuwd en kinderloos gebleven. Met zijn dood stierf de mannelijke lijn van het huis der Konradijnen uit. Hendrik II duidde Ernst I uit het huis Babenberg aan als Hermans opvolger. Die zou in 1014 huwen met Hermans zus Gisela van Zwaben.